# わさびーず
わさびーずは、日本のフォークソンググループ。長野県（信州）安曇野に活動の本拠を置いている。民謡をベースとした日本のカントリーソングであり、自然と人間そして人情を題材とした田舎の歌（田舎ソング）を数多く歌っている。

## 経歴
- 1969年堀六平を主宰として結成。NHK軽音楽オーディション合格・ビクターレコード所属・全国展開。
- 資金難と事務所とのトラブルで1977年に解散
- 1990年に「わさびーず21」として六平と中村で再結成される。ソニーレコード所属・全国展開
- 2005年に堀六平が第20回参議院議員通常選挙に長野県区から立候補し11万票弱を獲得したが落選。この時にメンバーに迷惑の掛らぬ様に個々での活動に切り替えた。活動の略歴は堀六平の項目と重なるので其方を参考のこと。

## 元祖わさびーず メンバー
- 堀六平：作詞作曲・リードボーカル・ギター・特殊楽器 ソングライター、番組パーソナリティ、レポーター
- 耳塚秀三郎：ギター・ボーカル・コーラス
- 島方 久人：ウッドベース・ボーカル・コーラス

## 初代メンバー
- 堀六平：作詞作曲・リードボーカル・ギター・特殊楽器 ソングライター、番組パーソナリティ、レポーター
- 耳塚秀三郎：ギター・ボーカル・コーラス
- 島方 久人：ウッドベース・ボーカル・コーラス
- 中村 雅彦：ギター・ボーカル・作詞作曲・アレンジ （1975年加入）

## 2代メンバー「わさびーず21」
- 堀六平：ギター・リードボーカル
- 中村 雅彦:ギター ボーカル アレンジ
- 木村シゲル:フルート コーラス

## 3代メンバー「わさびーずフォーエバー」
- 堀六平： リードボーカル・ギター・ブルースハープ・ピアニカ
- TORU: ギター・コーラス
- GO'z: ギター・コーラス

サポートメンバー
- 中村青豊： パーカッション、ブルースハープ
- DON： ベース
- 宮坂ヤスベエ：コーラス
- 山田マモ：コーラス

## 代表曲
- 「木曽の花嫁さん」
- 「信濃の人とお茶のおはなし」
- 「山葵の花の咲く頃（こんな所さ俺たちの村）」
- 「卒業の日」
- 「やまびと」
- 「木曽の春山別れ歌」
- 「青葉の三十里」
- 「遭難」
- 「宿場女郎の歌」
- 「そして友よ」
- 「つららがひとつ」
- 「日だまりの街」
- 「白い大地から」長野五輪公認公式サポート曲
- 「いつの間にか秋が」
- 「故郷は何時までも」 その他多数

## 今まで出版したCDタイトル
- 【木曽の花嫁さん・ビクターCD】
- 【おらが在所はわさび村・キャニオンCD】
- 【やま人・ソニーレコードCD】
- 【初代わさびーずライブ記録・kajikaCD】
- 【山男の子守歌・kajikaカセット】
- 【俺が川蝉を追いかけていた頃・kajikaCD】
- 【みんなで歌う故郷の童謡唱歌「おはなし音楽会その1」・kajikaCD】 その他シングル盤多数

## 受賞歴
- 第6回NHK関東甲信越地域放送文化賞
- NHK長野放送局長感謝状二回
- NHKアジア放送連合「早起き鳥」特別賞
- 原宿音楽祭グランプリ・同特別賞・同集英社ガッツ賞
- 民主音楽協会芸術賞
- 長野県各種団体感謝状多数